# Непрощённый (Сверхъестественное)
«Непрощённый» (англ. Unforgiven) — 13-я серия 6-го сезона американского телесериала «Сверхъестественное». Её премьера состоялась 11 февраля 2011 года.

## Сюжет
Бристоль, штат Род-Айленд, год назад. Сэмюэль и Сэм, дед и внук, возвращаются с охоты по ночному шоссе. Сэм ранен, его куртка в крови, но он невозмутим и полностью спокоен. Внезапно машину нагоняет местный полицейский и велит остановиться. Заметив кровь на куртке Сэма, он говорит мужчинам пересесть в его машину. Сэм внезапно начинает бить полицейского.
Наше время. Сэм, вернувшийся из ада, смотрит телевизор, наверстывая упущенное за год. На его телефон приходит сообщение без подписи с географическими координатами. По карте он находит, что это город Бристоль. Сэм выясняет, что там за неделю пропали три женщины. Предполагая, что это просьба о помощи кого-то из охотников, Сэм предлагает поехать туда. Дину эта идея не нравится, но Сэм настаивает, что надо проверить. Первый сигнал опасности Сэм получает при въезде в город. При виде рекламного щита в голове у Сэма быстро мелькают обрывки видений, которые вызывают смутную тревогу. Неожиданная встреча в кафе с молодой дамой, которая слишком благосклонно улыбается Сэму вызывает воспоминание интимной сцены: год назад у них была связь. Сэм начинает подозревать, что он был уже в этом городе. И не один, а с Сэмюэлем. В подтверждение этих догадок Дин бросает на столик фотографию, снятую со стены в коридоре в кафе. На ней — веселая компания за столиком. На заднем плане отчетливо видны дед и внук. Дело очень серьёзное. Дин решает уехать. Однако Сэм, в отличие от Дина, и не думает собираться: он чувствует ответственность за нынешние исчезновения. Дин встревожен: воспоминания могут повредить защитный барьер в голове Сэма, и тогда его участь будет просто ужасной. Однако Сэм так настойчив, что Дин нехотя соглашается остаться. Он отправляется по адресам пропавших девушек. Сэм берет на себя полицию. Но едва он подходит к участку, как его арестовывает тот самый полицейский, которого он избил год назад. Все объяснения Сэма, что он ничего не помнит, вызывают у полицейского лишь презрительную усмешку: «Расскажи это судье!»
Вечером к решетке камеры Сэма подходит незнакомая женщина. Она называет его по имени и требует сказать, что случилось с её мужем. В голове Сэма мелькают обрывки воспоминаний. Он лишь помнит, что эта женщина — жена шерифа и в курсе того, чем занимаются охотники. Он убеждает её, что ничего не помнит. А иначе, стал бы он идти в участок? Поверив в его амнезию, женщина называет своё имя: Бренна Добс, и помогает ему сымитировать побег. Братья встречаются в заброшенном доме, где они остановились. Дин сообщает Сэму «забавную» новость: пропавшая девушка была очень-очень близко знакома с ним. Сообщение на полицейской волне привлекает внимание обоих. Ещё один человек пропал. Дин решает действовать самостоятельно. Только что «сбежавший» Сэм не должен высовываться. Последней жертвой оказалась та самая молодая дама из кафе, и Дин понимает: все пропавшие женщины были близкими знакомыми Сэма, со всеми он год назад вступал в сексуальную связь, все это — приманка. Сэма заманивали в западню. Он звонит Сэму, но тот не берёт трубку. Он отправился к Бренне Добс, чтобы ознакомиться со всеми материалами прошлогоднего полицейского расследования, которые вдова шерифа хранит у себя.
В доме Бренны, у Сэма неожиданно вновь оживают воспоминания. Сначала он видит себя и деда, откровенно рассказывающих о себе чернокожему шерифу Добсу и его жене. При этом Сэм говорит, что семья — это обуза для охотника. Позже, разбирая бумаги, и найдя пакетик с клочком белых волокон, он замирает от нахлынувших воспоминаний. Они с Сэмюэлем охотились на человека-паука. Забрав у Бренны коробку с документами, Сэм выходит из дома на террасу и наконец прослушивает голосовую почту. На террасе он замечает громадный кусок развевающейся паутины.
Точно такая же паутина лежит в пакете. Арахна снова где-то здесь. Легкое прикосновение к плечу заставляет его обернуться, вскинув пистолет. Он чуть не выстрелили в Дина. Дин озабочен, встревожен. Единственное, чего он хочет — увезти брата из этого города как можно скорее. Винчестеры не единственные охотники. Но Сэм не соглашается. Он чувствует себя в долгу перед Бренной и остальными пропавшими. К тому же, другие охотники не знают, где искать Арахну, а он знает. Ему надо только вспомнить. Дин встревожен не на шутку. Как бы Сэм не вспомнил, чего вспоминать не стоит.
Карта местности, фотографии, газетные вырезки развешены по стенам. От точки к точке протянуты отрезки веревки. Братья пытаются реконструировать события прошлого года. И Сэм внезапно всё вспомнил. Год назад. Сэмюэль говорит, что почти ничего не известно об образе жизни Арахны и как её можно убить. Сэм быстро вычисляет, в каком районе города она обитает, но район слишком большой. Выход один: надо выманить зверя на живца. Арахна охотится на мужчин старше 30 лет. Сэмюэль слишком стар для этого, Сэм слишком молод. По возрасту для приманки больше всего подходит шериф Добс. Чтобы Добс сыграл роль жертвы правдоподобно, Сэм ничего не говорит шерифу и назначает Добсу встречу в лесопарке. В это время охотники собираются сидеть в засаде. Однако тварь нападает внезапно, и так быстро скрывается вместе с жертвой, что охотники не понимают, куда. Но Сэм спокоен: он заранее настроил сигнал GPS на сотовом телефоне шерифа. Сэмюэль неприятно удивлён поведением внука. Тот сознательно подставил Добса, чтобы отыскать логово Арахны? Сэм убеждает деда, что это был запасной вариант. Охотники находят логово Арахны и обнаруживают всех пятерых жертв заживо заключённых в коконы. Найдя по голосу Добса, охотники склоняются над шерифом, и в это время Арахна нападает сзади. Сэмюэль в упор стреляет в неё из пистолета несколько раз, но пули на чудовище не действуют. Только удар мачете, которым Сэм сносит ей голову, останавливает тварь. Сэмюэль хочет освободить людей из коконов, но Сэм останавливает деда. Все жертвы наверняка отравлены каким-нибудь паучьим ядом. Они все равно скоро умрут, так что, лучше избавить их от лишних страданий. Он стреляет во все коконы, добивая жертвы Арахны.
Наши дни. Сэм, задыхаясь, «выныривает» из своих воспоминаний. Он потрясен тем, что совершила его бездушная оболочка! Винчестеры подъезжают к дому Бренны. Дин замечает, что в сарае горит свет. Охотники идут туда и находят Бренну на полу, забившуюся в угол. Человекообразное страшилище, отдаленно напоминающее шерифа Добса, набрасывается на охотников сзади и быстро побеждает их. Через несколько минут оба брата упакованы в плотные коконы из паутины, снаружи остаются только их головы. Бывший шериф рассказывает, что Арахна похищала мужчин не для того, чтобы питаться ими. Она готовила из них самцов для размножения. Яд паука превратил их в таких же монстров, как Арахна. Поэтому ни пули, ни огонь их не брали. Добс долго ждал и готовился отомстить Сэму. Он посылал сообщения, похитил всех женщин, с которыми Сэм вступал в связь — все для того, чтобы охотник явился в город. Из похищенных женщин Добс сделал таких же чудовищ, как он сам. Так что, хотя Сэм год назад и убил одного монстра, он дал возможность появиться на свет множеству других. В это время Дин с трудом дотягивается до осколка стекла, лежащего рядом. Разрезав плотный слой покрывавшей его паутины, он выжидает момент и, когда чудовище отворачивается, бросается к оружию. Завязывается схватка, Бренна помогает освободиться Сэму и тому удаётся отсечь голову Доббсу.
Братья собирают вещи. Дин пытается хоть как-то успокоить Сэма. Речь Сэма неожиданно прерывается. Напряжение последних дней, воспоминания, чувство вины — все это не прошло даром. Защитный барьер в его памяти не устоял, ад выплеснулся наружу. В припадке эпилепсии Сэм падает на пол. Дин бросается к нему, хватает за плечи, зовет. Сэм не слышит. Он снова в аду, в адской клетке, охваченный пламенем, горит заживо.

## В ролях
- Джаред Падалеки — Сэм Винчестер;
- Дженсен Эклс — Дин Винчестер;
- Митч Пиледжи — Сэмюэль Кемпбелл;
- Миранда Фригон — Бренда Доббс;
- Джо Холт — шериф Рой Доббс.

## Отзывы
IGN оценил сериюд на 9 из 10 баллов. Серия была названа одной из лучших в сериале. Была отмечена актёрская работа Джареда Падалеки, который сыграл Сэма полноценного и без души. Небольшой минус серии по мнению рецензента в том, как была поставлена охота на паука. TV Fanatic оценил серию на 3,8 балла из 5 и отметил, что Сэм без души подобен роботу T-1000, а шутка про одержимость Мэла Гибсона была великолепна. TV equals отметил, что сюжетная линия Сэма весьма интересна и, по мнению рецензента, он просто великолепен. Сюжетная линия с Арахной, напротив, была отмечена весьма слабо. GeekPeeks отметил, что спецэффекты в данной серии были не самые лучшие. The A.V. Club отметил, что у серии был неплохой потенциал, который не смог реализоваться должным образом. Tvovermind.com добавил, что сюжетная линия Сэма хорошо прогрессирует, и хотелось бы этого от Дина.